# Piava
Piava (antično Plavis, italijansko Piave) je 220 km dolga reka v severovzhodni Italiji. Izvira na višini 2.037 m v južnih karnijskih Alpah (v občini Sappada/Plodn, ki je 2016/17 prešla v Furlanijo-Julijsko krajino). V svojem zgornjem toku skozi gorske doline v smeri proti jugozahodu ustvari 12 km dolgo jezero Calalzo (dolina Cadore), ob prehodu v ravnino pa se usmeri proti jugovzhodu. Izliva se v Jadransko morje severovzhodno od Benetk, v občini Jesolo.
Piava dobi večino pritokov v zgornjem toku, vključno z najdaljšim 50 km dolgim desnim pritokom Cordevole, ki se vanjo izliva pri kraju Mel v Bellunski pokrajini. Ob Piavi se nahajajo večji kraji Belluno, Valdobbiadene, San Donà di Piave in Jesolo.
V času Napoleonskih vojn leta 1809 je bilo ozemlje Piave prizorišče bitke, v kateri je franko-italijanska vojska pod poveljstvom princa de Beuharnaisa porazila avstrijsko vojsko.
Med prvo svetovno vojno je bila Piava ponovno prizorišče bitke, v kateri je italijanska vojska pod poveljstvom Armanda Diaza potem, ko se je morala povleči na desni breg Piave, s pomočjo angleške in francoske vojske v protiofenzivi odločilno porazila avstro-ogrsko vojsko.